# Duolingo
Duolingo /ˈdjuːoʊˌlɪŋɡoʊ/ là một nền tảng học ngôn ngữ miễn phí phổ biến và dịch văn bản dựa trên "crowdsourcing" (mã nguồn đóng góp từ cộng đồng). Thiết kế của nó giúp người dùng vượt qua các bài học và đồng thời cũng giúp dịch văn bản, tài liệu. Trên ứng dụng học ngôn ngữ được trò chơi hóa, người dùng có thể thực hành từ vựng, ngữ pháp, phát âm và kỹ năng nghe bằng cách lặp lại khoảng cách. Duolingo cung cấp hơn 100 khóa học với hơn 40 ngôn ngữ khác nhau; bao gồm một loạt nhỏ các ngôn ngữ được xây dựng. Công ty sử dụng mô hình Freemium với hơn 500 triệu người dùng đã đăng ký. Duolingo cung cấp dịch vụ Plus và Super Duolingo giúp loại bỏ quảng cáo và cung cấp nhiều tính năng hơn.
Duolingo cũng cung cấp chương trình chứng nhận Duolingo English Test và ứng dụng đọc viết cho trẻ em có tên Duolingo ABC, đồng thời công ty đã phát hành ứng dụng toán cấp tiểu học có tên Duolingo Math (hiện đã tích hợp vào ứng dụng Duolingo với khóa học âm nhạc)

## Lịch sử và thành tích
Duolingo khởi động đợt beta kín vào ngày 30 tháng 11 năm 2011 và thu hút hơn 300.000 lượt người đăng ký. Vào ngày 19 tháng 6 năm 2012, Duolingo chính thức công khai ra mắt. Vào năm 2013, Apple chọn Duolingo cho danh hiệu "iPhone App of the Year" (Ứng dụng iPhone của năm), trở thành ứng dụng giáo dục đầu tiên đạt được thành tích này. Duolingo giành giải Crunchies 2014 ở hạng mục Best Education Startup và là ứng dụng giáo dục được tải về nhiều nhất trên Google Play trong năm 2013 và 2014. Tính đến tháng 1 năm 2014, Duolingo đạt trên 60 triệu người dùng, trong đó có khoảng 20 triệu người tích cực sử dụng. Tính đến tháng 10 năm 2022, Duolingo đã đạt trên 100 triệu người dùng.

## Mô hình học
Duolingo cung cấp các bài học viết và chính tả mang tính bao quát, với phần luyện nói cho những người sử dụng ở trình độ cao hơn. Chương trình học bao gồm một cây kỹ năng được trò chơi hóa mà người dùng có thể từng bước vượt qua và phần từ vựng nơi bạn có thể luyện các từ mà mình đã học.
Người dùng thu được "điểm kinh nghiệm" (XP) khi học xong một bài học. Các kỹ năng được xem là "đã được học" khi người dùng học xong tất cả các bài học liên quan đến kỹ năng đó. Người dùng nhận một điểm cho mỗi đáp án đúng, mất một cho mỗi câu trả lời sai, và hoàn thành bài học khi đạt đủ 10 điểm kinh nghiệm (Ở phiên bản trước người dùng bắt đầu với bốn "tim" ở những bài học đầu và ba trong các học sau, một "tim" sẽ bị mất mỗi khi trả lời sai). Ngoài ra, còn có tính năng tính ngày học liên tiếp (streak) để tăng động lực cho người dùng. Bạn có thể dùng Streak Freeze cho phép bạn không bị mất streak nếu bạn không đạt được điểm kinh nghiệm nào sau một ngày. Duolingo cũng có phần luyện tập tính thời gian, nơi người dùng được trao 30 giây cùng 20 câu hỏi và nhận được một điểm kinh nghiệm. Thử trả lời tất cả câu hỏi trước khi hết thời gian, đồng thời rèn luyện tính phản xạ cũng như tất cả kiến thức bạn học được cùng 7 hay 10 giây bù (phụ thuộc vào độ dài câu hỏi) cho mỗi câu trả lời đúng. Bởi mục đích của Duolingo là tạo điều kiện để người sử dụng học ngôn ngữ, mỗi kỹ năng (gồm từ 1 tới 10 bài học) có một "thanh độ mạnh" phản ánh ước tính của máy tính đối với trí nhớ của người dùng về một từ hay một cấu trúc ngữ pháp nào đó. Sau một khoảng thời gian nhất định, các thanh độ mạnh sẽ nhạt dần, tức là người dùng cần phải làm mới hay học lại bài học đó, hay nghĩa là "tăng cường các kỹ năng còn yếu." Các khóa học có thể dạy một số lượng từ lên tới 2.000 từ.
Khi hoàn thành đến cấp 5 ở trên Duolingo, người dùng sẽ được khuyến khích vượt qua cấp Huyền Thoại. Mỗi lần làm như vậy có thể tốn 10 Lingot (trên Web) hoặc nếu người dùng đã đăng ký gói Duolingo Plus thì sẽ không tốn bất kì Lingot nào. Nhưng việc đạt cấp độ Huyền Thoại là không bắt buộc, tuỳ vài ý định của người dùng.
Duolingo sử dụng một cách tiếp cận thiên về hướng dữ liệu đối với việc dạy học. Trong suốt quá trình học, hệ thống thống kê những câu hỏi gây khó cho người dùng và những dạng lỗi nào mà họ hay mắc phải. Nó sẽ tổng hợp các dữ liệu đó và tiếp thu từ các dạng mà nó nhận ra.
Hiệu quả mà cách tiếp cận hướng dữ liệu của Duolingo tạo ra đã được đánh giá một cuộc nghiên cứu bên ngoài do Duolingo thực hiện. Được tiến hành bởi các giáo sư tại Đại học Thành phố New York và Đại học Nam Carolina, cuộc nghiên cứu ước tính rằng 34 giờ trên Duolingo có thể cung cấp khả năng đọc và viết của một học kì đại học dành cho một khóa học cơ bản của một học sinh năm nhất tại Mỹ tốn trên 130 giờ. Cuộc nghiên cứu không đánh giá khả năng nói. Nó chỉ ra rằng đa phần các học sinh bỏ học chỉ sau hai tiếng học. Cuộc nghiên cứu cũng nhận thấy rằng người dùng Rosetta Stone mất khoảng từ 55 đến 60 tiếng để học hết một lượng kiến thức tương đương.

## Dịch vụ

### Duolingo
Duolingo là một nền tảng học ngôn ngữ miễn phí và dịch văn bản dựa trên "crowdsourcing" (mã nguồn đóng góp từ cộng đồng). Thiết kế của nó giúp người dùng vượt qua các bài học và đồng thời cũng giúp dịch văn bản, tài liệu. Duolingo cung cấp các khóa học Tiếng Tây Ban Nha, Tiếng Pháp, Tiếng Đức, Tiếng Bồ Đào Nha, Tiếng Ý, Tiếng Hà Lan, Tiếng Ireland, Tiếng Đan Mạch, Tiếng Thụy Điển và Tiếng Thổ Nhĩ Kỳ cho người nói tiếng Anh, cũng như các khóa học Tiếng Anh cho người nói Tiếng Tây Ban Nha, Tiếng Pháp, Tiếng Đức, Tiếng Bồ Đào Nha, Tiếng Ý, Tiếng Hy Lạp, Tiếng Hà Lan, Tiếng Nga, Tiếng Ba Lan, Tiếng Thổ Nhĩ Kỳ, Tiếng Hungaria, Tiếng Romania, Tiếng Nhật, Tiếng Hindi, Tiếng Indonesia, Tiếng Hàn Quốc, Tiếng Séc, Tiếng Việt và nhiều cặp ngôn ngữ khác.[3] Duolingo đã xuất hiện trên Web, iOS, Android và Windows Phone.

### Duolingo ABC
Duolingo ABC là một ứng dụng di động dành cho trẻ nhỏ để học chữ cái, phát âm, ngữ âm và các khái niệm đọc sớm cơ bản khác đã được phát hành vào năm 2020.

### Duolingo English Test (Bài kiểm tra Tiếng anh Duolingo)
Duolingo English Test (DET) là một bài kiểm tra tiêu chuẩn về trình độ tiếng Anh dùng để kiểm trình độ tiếng Anh và dành cho những người không nói tiếng Anh như tiếng mẹ đẻ. Bài kiểm tra này được nhiều trường đại học và tổ chức sử dụng như một bài kiểm tra trình độ tiếng Anh.
Duolingo English Test hoàn toàn dựa trên máy tính và có thể được thực hiện từ bất kỳ địa điểm nào có kết nối internet. Bài kiểm tra được chấm theo thang điểm 10-160, với số điểm trên 120 được coi là thành thạo tiếng Anh. Bài kiểm tra có tính thích ứng, có nghĩa là mức độ khó của các câu hỏi sẽ điều chỉnh theo mức độ khả năng của người làm bài kiểm tra.
Một trong những ưu điểm chính của Duolingo English Test là sự tiện lợi và dễ tiếp cận. Thí sinh có thể làm bài thi bất cứ lúc nào, từ bất cứ đâu trên thế giới và nhận kết quả trong vòng 48 giờ. Ngoài ra, bài kiểm tra có giá cả phải chăng và thường có chi phí thấp hơn các bài kiểm tra trình độ tiếng Anh khác như TOEFL hoặc IELTS .
Trong Đại dịch COVID-19 nhiều trường đại học và tổ chức chấp nhận sử dụng bài kiểm tra Duolingo, giúp cho nó trở nên nổi tiếng.

### Duolingo Music
Vào tháng 3 năm 2023,  Duolingo phát triển ứng dụng mang tên Duolingo Music, cho phép người sử dụng học chơi các loại nhạc cụ như piano, trống, cách đọc bản nhạc... Duolingo Music ra mắt vào ngày 11 tháng 10 năm 2023 

### Duolingo Math (Duolingo Toán học)
Duolingo Math là một ứng dụng dành cho thiết bị di động iOS dùng để với mục đích học toán ở dạng tương tự như ứng dụng gốc, được phát hành vào tháng 10 năm 2022. Ứng dụng này hiện chỉ khả dụng trên các thiết bị iOS.

### Super Duolingo
Super Duolingo là sự thay thế cho Duolingo Plus, Super Duolingo là gói nâng cấp trải nghiệm của Duolingo với giá 13 đô la Mỹ hằng tháng. Các lợi ích trong gói này như trái tim không giới hạn (thử lại), bỏ qua cấp độ, không có quảng cáo và các câu đố về tiến độ.

## Mô hình kinh doanh
Hầu hết các tính năng học ngôn ngữ trong Duolingo đều miễn phí, nhưng nó có quảng cáo định kỳ trong cả ứng dụng trình duyệt web và di động, người dùng có thể xóa quảng cáo này bằng cách trả phí đăng ký hoặc quảng bá liên kết giới thiệu. Tính năng này được gọi là " Super Duolingo" và bao gồm các lợi ích như trái tim không giới hạn (thử lại), bỏ qua cấp độ, không có quảng cáo và các câu đố về tiến độ.
Duolingo có doanh thu là 1 triệu đô la vào năm 2016, 13 triệu đô la vào năm 2017, 36 triệu đô la vào năm 2018, và 250,77 triệu đô la vào năm 2021. Vào tháng 5 năm 2022, có báo cáo rằng 6,8% người dùng hoạt động hàng tháng của Duolingo trả tiền cho phiên bản không có quảng cáo của ứng dụng. Duolingo kiếm được phần lớn doanh thu từ đăng ký, quảng cáo và Bài kiểm tra tiếng Anh Duolingo của mình. Vào tháng 4 năm 2020, Duolingo đã vượt mốc một triệu người đăng ký trả phí. Vào tháng 3 năm 2022, nó có 2,9 triệu người đăng ký trả phí.

### Các nhà đầu tư
Các nhà tư bản liên doanh và các công ty đầu tư giữ cổ phần trong Duolingo bao gồm Fred Wilson, New Enterprise Associates, Union Square Ventures, và công ty của Ashton Kutcher mang tên A-Grade Investments.

## Ưu điểm và nhược điểm

### Ưu điểm
- Giao diện đẹp mắt, thân thiện với người dùng.
- Nhiều chủ đề quen thuộc, xoay quanh đời sống hàng ngày.
- Hoàn thiện cả 4 kỹ năng: nghe, nói, đọc, viết. Tuy nhiên, nghe và học từ vựng vẫn là tính năng được đề cao hơn.
- Kiến thức cơ bản, phù hợp với người mới bắt đầu.
- Có bài tập củng cố kiến thức đã học.

### Nhược điểm
Duolingo thiết kế các level từ điểm xuất phát lên cao dần nên thường chỉ thích hợp với người chưa biết gì nên sẽ khiến người đã biết chán nản.

## Trong văn hóa đại chúng
Do tính hài hước đôi khi hung hăng của ứng dụng và nỗ lực đảm bảo người học sử dụng nó hàng ngày, linh vật của Duolingo, một con cú hoạt hình màu xanh lá cây có tên Duo, đã trở thành chủ đề của một meme trên Internet trong đó linh vật này là "xấu xa" và sẽ rình rập và đe dọa người dùng nếu họ không tiếp tục sử dụng ứng dụng. Thừa nhận sự nổi tiếng của meme, Duolingo đã phát hành một video vào ngày Cá tháng Tư năm 2019; video mô tả một tính năng mới gọi là "Duolingo Push". Trong video, người dùng "Duolingo Push" sẽ nhận được lời nhắc sử dụng ứng dụng trực tiếp từ chính Duo. Duo sẽ nhìn chằm chằm vào người dùng và theo dõi họ xung quanh cho đến khi họ sử dụng ứng dụng (trong video, Duo được mô tả bởi một người mặc áo choàng lớn trang phục linh vật). Vào ngày 1 tháng 4 năm 2022, Duolingo đã phát hành một video khác dưới dạng một quảng cáo hợp pháp giả mạo trong đó các luật sư kiện công ty về những thiệt hại do các thành viên trong gia đình mất tích, một lần nữa ám chỉ đến meme.
Vào tháng 11 năm 2019, Saturday Night Live đã nhại lại Duolingo trong một bản phác thảo trong đó người lớn học cách giao tiếp với trẻ em bằng một khóa học hư cấu trên ứng dụng có tên "Duolingo để nói chuyện với trẻ em".

## Các giải thưởng
Vào năm 2013, Apple đã chọn Duolingo là Ứng dụng iPhone của năm, lần đầu tiên vinh dự này được trao cho một ứng dụng giáo dục. Năm 2013, Duolingo xếp thứ 7 trong danh sách "Các công ty sáng tạo nhất thế giới: Được vinh danh trong lĩnh vực giáo dục" của Fast Company "cho dịch thuật web cộng đồng bằng cách biến nó thành một chương trình học ngôn ngữ miễn phí". Duolingo giành giải Công ty khởi nghiệp giáo dục tốt nhất tại Crunchies 2014, và là ứng dụng được tải xuống nhiều nhất trong danh mục Giáo dục trên Google Play vào năm 2013 và 2014.
Vào năm 2015, Duolingo đã được công bố là người chiến thắng giải thưởng năm 2015 trong hạng mục Chơi & Học bởi Thiết kế để Cải thiện Cuộc sống. Duolingo đã giành được Nơi làm việc tốt nhất năm 2018 của tạp chí Inc., Danh sách văn hóa công ty hàng đầu năm 2018 của tạp chí Doanh nhân. Năm 2019, Duolingo được vinh danh là một trong "Những công ty khởi nghiệp tỷ đô tiếp theo năm 2019" của Forbes. Vào tháng 7 năm 2020, Duolingo được đặt tên bởi PCMag là "Ứng dụng học ngôn ngữ miễn phí tốt nhất".

## Vườn ươm ngôn ngữ
Thay vì từ từ thêm những ngôn ngữ mới, CEO Luis von Ahn đã nói sẽ tạo một công cụ cho cộng đồng có thể tự xây dựng một khoá ngôn ngữ với hy vọng có thêm nhiều ngôn ngữ nữa và "tăng sức mạnh cho những chuyên gia và những người đam mê về một ngôn ngữ nhất định để dẫn đường tạo khoá học mới". Và kết quả là The Language Incubator (Vườn ươm ngôn ngữ), ra mắt vào ngày 9 tháng 10 năm 2013. Bên cạnh việc giúp tạo ra các khoá học về những ngôn ngữ được nói rộng rãi, Vườn ươm Duolingo còn muốn bảo tồn những thứ tiếng ít được phổ biển như Latin, Maya hay Basque. Khoá đầu tiên ra lò từ Incubator là khoá học tiếng Anh từ tiếng Nga, khởi động từ 19 tháng 12 năm 2013.
Mỗi khóa học có ba giai đoạn. Đầu tiên, khi có đủ sự quan tâm từ cộng đồng để thêm một khóa học mới và có các tình nguyện viên thông thạo cả hai ngôn ngữ, khóa học bắt đầu giai đoạn 1 (Chưa phát hành). Giai đoạn thứ hai (Phát hành Beta), bắt đầu khi khóa học đã được chuẩn bị đầy đủ và sẵn sàng để thử nghiệm beta mở. Cuối cùng, khóa học chuyển sang giai đoạn 3 (Tốt nghiệp Beta) khi khóa học đó tương đối ổn định. Các Moderator/Contributor là người có thể điều chỉnh lại khóa học và tiếp tục cải thiện nó.
- Các khóa học đang ở giai đoạn 1:

| Đối tượng                             | Ngôn ngữ được dạy                   | Đã hoàn thành (%)                |
| ------------------------------------- | ----------------------------------- | -------------------------------- |
| Cho người nói tiếng Anh               | Tiếng Klingon (Klingon)             | Trong Beta (61,2 ngàn người học) |
| Cho người nói tiếng Anh               | Tiếng Hungary (Hungarian)           | Trong Beta (835 ngàn người học)  |
| Cho người nói tiếng Anh               | Tiếng Yiddish (Yiddish)             | Khoảng 23%                       |
| Cho người nói tiếng Anh               | Tiếng Séc (Czech)                   | Trong Beta (130 ngàn người học)  |
| Cho người nói tiếng Anh               | Tiếng Ấn Độ (Hindi)                 | Hoàn thành 90%                   |
| Cho người nói tiếng Anh               | Tiếng Indonesia (Bahasa Indonesia)  | Hoàn thành 100%                  |
| Cho người nói tiếng Anh               | Tiếng Thổ ngữ Pháp (Haitian Creole) | Khoảng 13%                       |
| Cho người nói tiếng Anh               | Tiếng Swahili (Swahili)             | 100% trong beta                  |
| Cho người nói tiếng Anh               | Tiếng Ả-rập Tiếng Nhật              | Hoàn thành 0% Hoàn thành 100%    |
| Cho người nói tiếng Ả Rập             | Tiếng Tây Ban Nha                   | Hoàn thành 60%                   |
| Cho người nói tiếng Bengal            | Tiếng Anh                           | Hoàn thành 69%                   |
| Cho người nói tiếng Trung Quốc        | Tiếng Tây Ban Nha                   | Trong Beta (748 ngàn người học)  |
| Cho người nói tiếng Trung Quốc        | Tiếng Pháp                          | Hoàn thành 98%                   |
| Cho người nói tiếng Ý                 | Tiếng Tây Ban Nha                   | Hoàn thành 96%                   |
| Cho người nói tiếng Bồ Đào Nha        | Tiếng Esperanto                     | Trong Beta (29 người học)        |
| Cho người nói tiếng Punjab (Gurmukhi) | Tiếng Anh                           | Hoàn thành 22%                   |

(Cập nhật lần cuối ngày 3 tháng 2 năm 2023)